# El engaño (álbum)
El engaño (SPE 007) es el segundo disco de la banda argentina de hardcore melódico Shaila.
Con este disco la banda comenzó a tener sus primeros, realmente, seguidores.
Cosechó buenas críticas con temas como «Somos» y «A la derecha de la cruz», que fue luego utilizado como corte difusión del disco.

## Lista de canciones
1. «El engaño»
2. «Sincrónico»
3. «Ensueños»
4. «Otra canción»
5. «¿Quién?»
6. «My own life»
7. «Enfrentados»
8. «Vengan a ver»
9. «Somos»
10. «Utopía»
11. «Empiezo al terminar»
12. «A la derecha de la cruz»
13. «Sin fronteras»
14. «Dio$ valor»

## Miembros
- Joaquín Guillén (voz)
- Pablo Coniglio (bajo y coros)
- Yasser Eid (guitarra líder)
- Santiago Tortora (guitarra base)
- GuidoX (batería)

- Datos: Q5824890